# جوزيف هيلر
جوزيف هيلر (1 مايو 1923 - 12 ديسمبر 1999)، روائي أمريكي، ألّف شعر هجاء (شعر)، وهو أيضاً كاتب قصة قصيرة وكاتب مسرحي. من أهم أعماله رواية كاتش-22 والتي اختيرت ضمن أفضل مائة رواية مكتوبة بالإنجليزية من المكتبة الحديثة.

## سنواته المبكرة
وُلد هيلر في 1 مايو من عام 1923 في كوني آيلاند في بروكلين، نيويورك، لوالدين يهوديين فقيرين، لينا وآيزاك دونالد هيلر، من روسيا. كان يحب الكتابة منذ الطفولة؛ فعندما كان مراهقًا، كتب قصة عن الغزو الروسي لفنلندا وأرسلها إلى صحيفة نيويورك ديلي نيوز، لكنها رفضتها. أمضى هيلر العام التالي بعد تخرجه من مدرسة أبراهام لنكولن الثانوية في عام 1941، يعمل في أشغال مؤقتة.
انضم في سن 19 إلى سلاح الجو التابع للجيش الأمريكي في عام 1942. وبعد ذلك بعامين أُرسل إلى الحملة الإيطالية (الحرب العالمية الثانية)، وهناك قاد 60 مهمة قتالية. ذكر هيلر لاحقًا الحرب بأنها «كانت ممتعة في البداية، وقد تملكني إحساس المجد حولها». عند عودته إلى منزله قال: «شعرت أنني بطل، يعتقد الناس أنه من الرائع أن أخوض معركة جوية في الطائرة وأنني قد أديت ستين مهمة، على الرغم من أنني أخبرتهم أن المهام كانت مملة إلى حد كبير». 
درس هيلر بعد الحرب اللغة الإنجليزية في جامعة كاليفورنيا الجنوبية ثم انتقل إلى جامعة نيويورك في معهد الدراسات العليا. وتخرج من الأخيرة في عام 1948. حصل على درجة الماجستير في اللغة الإنجليزية من جامعة كولومبيا في عام 1949. وبعد تخرجه من كولومبيا  أمضى عامًا يعمل باحثًا في برنامج فولبرايت في كلية القديسة كاترين، أكسفورد  قبل أن يبدأ بالتدريس في جامعة ولاية بنسلفانيا مدة عامين (1950-1952). ثم عمل فترة وجيزة في شركة التايم. بدأ هيلر كتابة القصص القصيرة في منزله. ونُشرت قصصه لأول مرة في عام 1948، في مجلة ذا أتلانتيك. 
كان متزوجًا من شيرلي هيلد من عام 1945 إلى عام 1981 وأنجبا طفلين: إيريكا (مواليد 1952) وثيودور (مواليد 1956). 

## مهنته

### كاتش-22
فكر هيلر في السطور الأولى لروايته قي أثناء جلوسه في المنزل في صباح أحد الأيام من عام 1953. وخلال اليوم التالي، بدأ يتصور القصة التي يمكن أن تنجم عن هذه البداية، واخترع الشخصيات والحبكة والمنحى الذي ستأخذه القصة في النهاية. وفي غضون أسبوع، أنهى الفصل الأول وأرسله إلى وكيل أعماله. لم يكتب المزيد في العام التالي، لكنه كان يخطط لبقية القصة. نُشر الفصل الأول في عام 1955 باسم كاتش -18، في العدد 7 من مجلة نيو وورلد رايتينغ.
على الرغم من أنه كان ينوي أن تكون القصة مجرد رواية قصيرة، تمكن من إضافة مادة كافية إلى الحبكة وشعر أنها يمكن أن تصبح روايته الأولى. وعندما أنهى ثلث العمل، أرسله وكيله، كانديدا دوناديو، إلى الناشرين. لم يكن هيلر مرتبطًا خصوصًا بالعمل، وقرر عدم إنهائه إذا لم يكن الناشرون مهتمين به. اشترى سيمون وشوستر العمل وأعطى جوزيف 750 دولارًا أمريكيًا ووعده بـ 750 دولارًا إضافيًا عند تسليمه العمل كاملًا. تأخر هيلر عن موعد التسليم النهائي بأربع أو خمس سنوات، ولكن، بعد ثماني سنوات من التفكير، سلّم الرواية النهائية إلى الناشر. 

## أعمال أخرى

### روايات
- (حدث شيء ما) 1974
- (جيد كالذهب) 1979
- (موعد الإقفال) 1994
- (صورة فنان كرجل عجوز) 2000 [21]

### قصص قصيرة
- (أحب أبي) 1969
- (يوساريان ينجو) 1987
- (يوم رحل بوش) 1990 [21]

### مسرحيات
- (تفجرنا فب الملاذ الجديد) 1967
- (محاكمة كليفينغر) 1973
- (كاتش-22) 1973[21]

### سيرة ذاتية ومذكرات
- (المسألة ليست مضحكة)
- (الآن وفيما مضى) 1998[21]

### سيناريو
- (كازينو رويال) 1967
- (دينغس ماغي القذر) 1970[21]

## روابط خارجية
- جوزيف هيلر على موقع IMDb (الإنجليزية)
- جوزيف هيلر على موقع الموسوعة البريطانية (الإنجليزية)
- جوزيف هيلر على موقع مونزينجر (الألمانية)
- جوزيف هيلر على موقع قاعدة بيانات برودواي على الإنترنت (الإنجليزية)
- جوزيف هيلر على موقع قاعدة بيانات الأفلام السويدية (السويدية)
- جوزيف هيلر على موقع إن إن دي بي (الإنجليزية)
- جوزيف هيلر على موقع قاعدة بيانات الفيلم (الإنجليزية)

- Transcript of conversation with Ramona Koval، ABC Radio National, recorded 1998 and rebroadcast on The Book Show, June 9, 2008
- A Joseph Heller Archive at the University at South Carolina's Thomas Cooper Library
- Joseph Heller's Penn State University historical marker
- George Plimpton (Winter 1974)، "Joseph Heller, The Art of Fiction No. 51"، The Paris Review، مؤرشف من الأصل في 2016-09-05.
- Joseph Heller على  قائمة كتب الإنترنت